# 中沢村 (青森県)
中沢村（なかさわむら）は、かつて青森県に存在した村。

## 沿革
- 1889年（明治22年）4月1日 - 町村制施行により三戸郡中野村、市野沢村、大森村、泉清水村、泥障作村が合併し、中沢村が発足。
- 1957年（昭和32年）3月31日 - 三戸郡島守村と合併して、南郷村となり消滅。